# Рене Домаль
Рене Домаль (фр. René Daumal, 16 березня 1908, Бульзікур, Арденни — 21 травня 1944, Париж) — французький поет і прозаїк.

## Біографія і творчість
Син високопоставленого урядовця, навчався в престижному паризькому ліцеї Генріха IV, де познайомився з Сімоною Вейль. В юності почав публікувати у французьких часописах свої аванградистські вірші. Після двадцяти років зацікавився сюрреалізмом та дадаїзмом. У 1928—1930 роки разом з Роде Жільбером-Леконтом видавав літературний часопис «Велика гра» (Le Grand Jeu).
Візіонер і богошукач, захоплювався тибетською містикою, вченням Г. Гурджієва, перекладав книги Е. Хемінгуея, Д. Т. Судзукі. Входив до близької до сюрреалізму літературної групи «Велика гра». Помер від швидкоплинного туберкульозу, посиленого надмірним вживанням наркотиків.

## Твори
- Поема «Противонебо» / Le Contre-Ciel, Cahiers Jacques Doucet. Réédité chez Gallimard avec Poésie noire, poésie blanche.
- Роман «Великий запій» / La Grande Beuverie.(1938),
- Роман «Гора Аналог»  / Le Mont Analogue, (1939-1944, незавершений; екранізовано А. Ходоровським, 1973).

## Посмертні видання
- Щораз, як з'явиться зоря / Chaque fois que l'aube paraît. Paris: Gallimard, 1953.
- Ти завжди помиляєшся / Tu t'en es toujours trompé. Paris: Mercure de France, 1970
- Бхарата. Походження театру. Поезія і музика в Індії / Bharata, l'origine du théâtre. La Poésie et la Musique en Inde. Paris: Gallimard, 1970
- Essais et Notes. Tome 1/2. Paris: Gallimard, 1972
- Mugle. Montpellier: Fata Morgana, 1978
- Рене Дюмаль і повернення до себе / René Daumal ou le retour à soi. Paris: L Originel, 1981
- Я ніколи не говорю, щоб нічого не сказати / Je ne parle jamais pour rien ne dire. Lettres à A. Harfaux. Amiens: Le Nyctalope, 1994
- Листування / Correspondance. Tome 1/3. Paris: Gallimard, 1992-1996
- Неопубліковані фрагменти / Fragments inédits (1932-33). Première étape vers la Grande beuverie. Аркеянина: Eolienne, 1996
- Кінематографічні хроніки / Chroniques cinématographiques (1934). Clermont-Ferrand: Au signe de la licorne, 2004.